# Layla Demay
 (décembre 2019).
Pour les articles homonymes, voir Demay.
Layla Demay est une journaliste, femme de lettres et réalisatrice française.

## Études
Née à Paris le 26 juin 1971, Layla Demay passe son baccalauréat au lycée Francisque-Sarcey à Dourdan en Essonne. Elle est diplômée de Lettres Modernes de l’Université Paris IV-Sorbonne, elle est également diplômée de l'Institut français de presse, (Université Paris II).

## Carrière
Elle commence sa carrière de journaliste à l’Agence Capa, dans le cadre de l’émission de télévision Ruban Rouge, une émission consacrée au problème du SIDA, puis collabore à TF1 et ARTE. En 1997, elle quitte la France pour s’installer à New York, où elle travaille comme journaliste indépendante pour des chaînes de télévision françaises. Elle effectue des reportages sur la société américaine. Elle collabore à des émissions telles que Des racines et des ailes, ARTE Info et Envoyé Spécial. Elle est sélectionnée pour le prix Albert-Londres en 2000 pour son reportage sur les Amish, produit par Sunset Presse et diffusé sur France 3.

En 2004, elle commence sa carrière d’auteure avec la publication aux Éditions Jacob-Duvernet de son premier livre, Les Pintades à New York, qu’elle signe avec sa coauteure Laure Watrin. Ce premier ouvrage annonce le début de la collection des Pintades, que Layla Demay a cofondé avec Laure Watrin, et qu’elle codirige.
 
Elle est également la coauteure des ouvrages Le New York des Pintades aux Éditions Jacob-Duvernet, d'Une vie de Pintade à Paris  et Les Pintades passent à la casserole aux Éditions Calmann-Lévy qu’elle a également cosignés avec Laure Watrin. Elle est directrice de collection des ouvrages Les Pintades à Londres, Les Pintades à Téhéran et Une vie de Pintade à Beyrouth.
 
Entre 2007 et 2009, Layla Demay cosigne avec Laure Watrin trois documentaires Les Pintades dans le cadre de l’émission Le Club des Nouveaux Explorateurs, la série documentaire thématique de voyages diffusée sur Canal+ et présentée par Maïtena Biraben, puis par Diego Buñuel.

Les documentaires sont des films d’exploration mettant l’accent sur les femmes dans des grandes villes du monde. Les villes explorées sont Londres, Rio de Janeiro et New York.

## Œuvres

### Docugraphie
- Polygames au nom de Dieu[3], dans le cadre de l'émission Envoyé Spécial. Réalisé par Richard Puech, auteure Layla Demay. Producteur délégué : Capa TV. Durée : 28 min 50 s. Date de tournage : 1999.
- Coup de tabac[4], pour Arte Info. Réalisé par Layla Demay. Producteur délégué : Capa TV. Durée : 24 min 44 s. Date de tournage : 2000.
- Le succès à tout prix[5], dans le cadre de l'émission Envoyé Spécial. Réalisé par Layla Demay. Producteur délégué : Capa TV. Durée : 21 min 23 s. Date de tournage : 2000.
- Les Amish[1], pour Arte Info. Réalisé par Layla Demay. Producteur délégué : Capa TV. Durée : 21 min 23 s. Date de tournage : 2000.
- Les bébés robots[6], dans le cadre de l'émission Envoyé Spécial. Réalisé par Ludovic Place, auteure Layla Demay. Producteur délégué : Capa TV. Durée : 25 min 16 s. Date de tournage : 2000.
- Les enfants de la Lune[7], dans le cadre de l'émission Envoyé Spécial. Réalisé par Ludovic Place, auteure Layla Demay. Producteur délégué : Capa TV. Durée : 26 min 28 s. Date de tournage : 2000.
- Pour une montagne de dollars[8], dans le cadre de l'émission Envoyé Spécial. Réalisé par Layla Demay. Producteur délégué : Capa TV. Durée : 27 min 40 s. Date de tournage : 2000.
- Les Pintades à Londres[9], présenté par Maïtena Biraben dans le cadre de l’émission Les Nouveaux Explorateurs. Réalisé par Stéphane Carrel, auteures Layla Demay et Laure Watrin. Producteur délégué : Capa TV[10]. Durée : 28 min 50 s. Date de tournage : 2007.
- Les Pintades à Rio[11], présenté par Maïtena Biraben dans le cadre de l’émission Les Nouveaux Explorateurs. Réalisé par Stéphane Carrel, auteures Layla Demay et Laure Watrin. Producteur délégué : Capa TV[12]. Durée : 53 min 31 s. Date de tournage : 2008.
- Les Pintades à New York[13], présenté par Diego Buñuel dans le cadre de l’émission Les Nouveaux Explorateurs. Réalisé par Jean-Marie Barrère, auteures Layla Demay et Laure Watrin. Producteur délégué : Capa TV[14]. Durée : 51 min 49 s. Date de tournage : 2008.